# Parc national de Nordre Isfjorden
Le parc national de Nordre Isfjorden (en norvégien : Nordre Isfjorden nasjonalpark) est un parc national de l'archipel du Svalbard, dans l'île du Spitzberg, en Norvège.
Créé en 2003, il s'étend sur 295 400 hectares sur une partie du fjord Isfjorden, l’un des plus grands fjords du Svalbard, qui lui a donné son nom. 205 000 hectares sont terrestres et 90 400 maritimes. Sur la partie nord de ce fjord se trouve un paysage côtier vierge qui abrite une végétation et une faune considérables. 

## Faune
À certains moments de l’année, il y a un afflux d’eau chaude et saline dans l’Isfjorden, ce qui entraîne la circulation de couches d’eau qui favorisent la croissance du plancton, ce qui soutient un grand nombre de crustacés. Les crustacés attirent les poissons comme le capelan et la morue polaire, qui à leur tour attirent les oiseaux de mer et les mammifères. 

### Oiseaux
Seules quelques espèces d’oiseaux vivent ou visitent le parc, mais celles que l’on trouve ici se rassemblent souvent en grand nombre. Les oiseaux trouvés à Isfjorden comprennent le guillemot de Brünnich, le mergule nain, le macareux moine, le goéland bourgmestre, le fulmar boréal et la mouette tridactyle. D’autres espèces notables enregistrées ici sont les oies bernaches et à pieds roses, et le lagopède des rochers du Svalbard. On y trouve de nombreux cétacés : narval, béluga, dauphin, baleine à bosse, baleine bleue, orque...

## Galerie

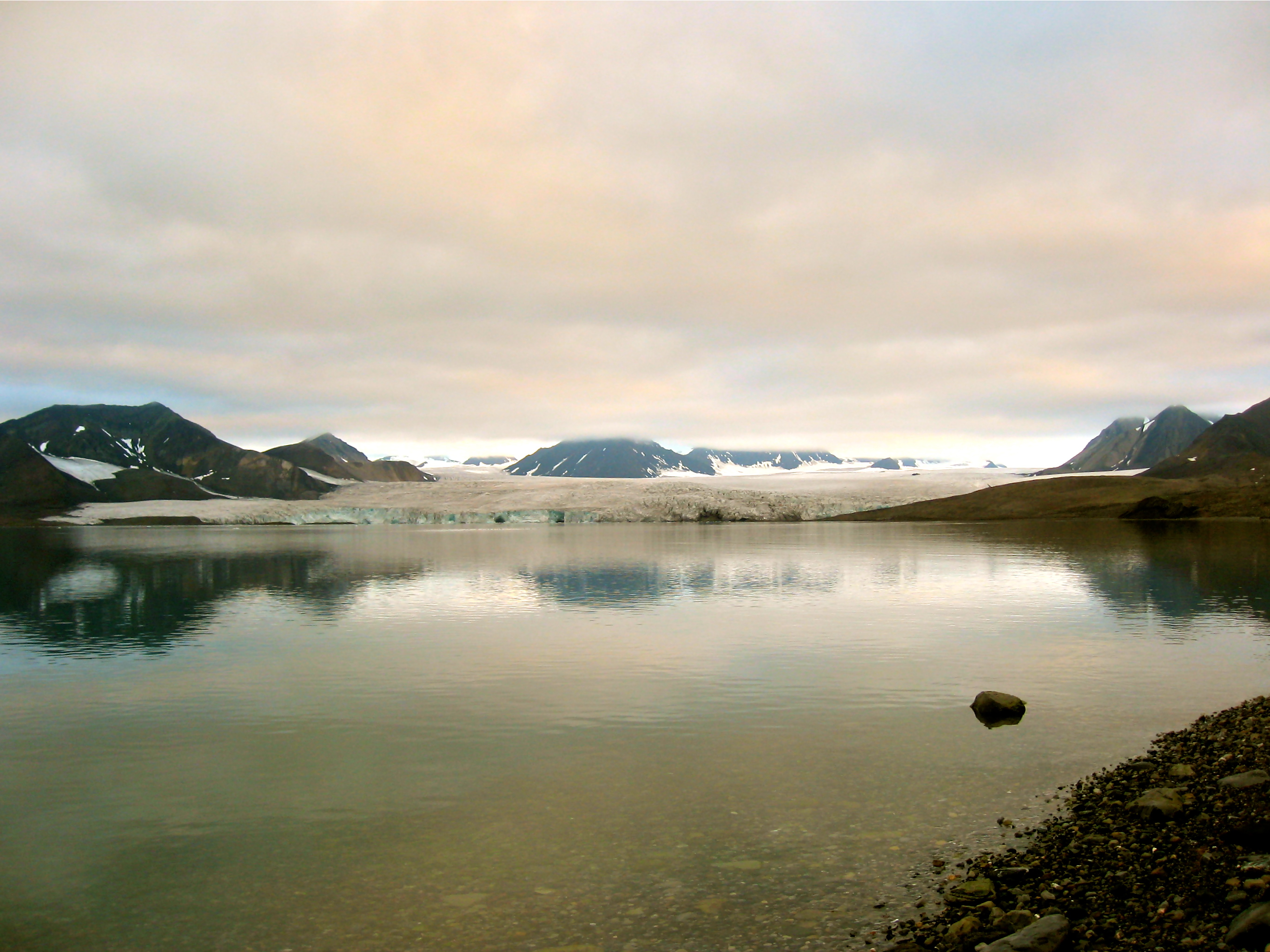